# Ремез (рід)
Ремез (Remiz) — рід горобцеподібних птахів родини ремезових (Remizidae). Включає 4 види.

## Поширення
Рід поширений Європі, Азії та на півночі Марокко.

## Опис
Дрібні птахи завдовжки 10-12 см та вагою 7,5-12,5 г. Зовні нагадують синиць, від яких відрізняються тоншим дзьобом, меншими крилами та хвостом.

## Спосіб життя
Ремези живуть на відкритих місцевостях з наявністю високих дерев та чагарників. Основу раціону складають комахи. Зрідка можуть поїдати насіння, ягоди та нектар. Ремези будують закриті грушоподібні гнізда, які підвішують на гілках дерев.

## Види
- Ремез китайський (Remiz consobrinus)
- Ремез азійський (Remiz coronatus)
- Ремез чорноголовий (Remiz macronyx)
- Ремез звичайний (Remiz pendulinus)